# Archäologisches Museum Königsbrunn

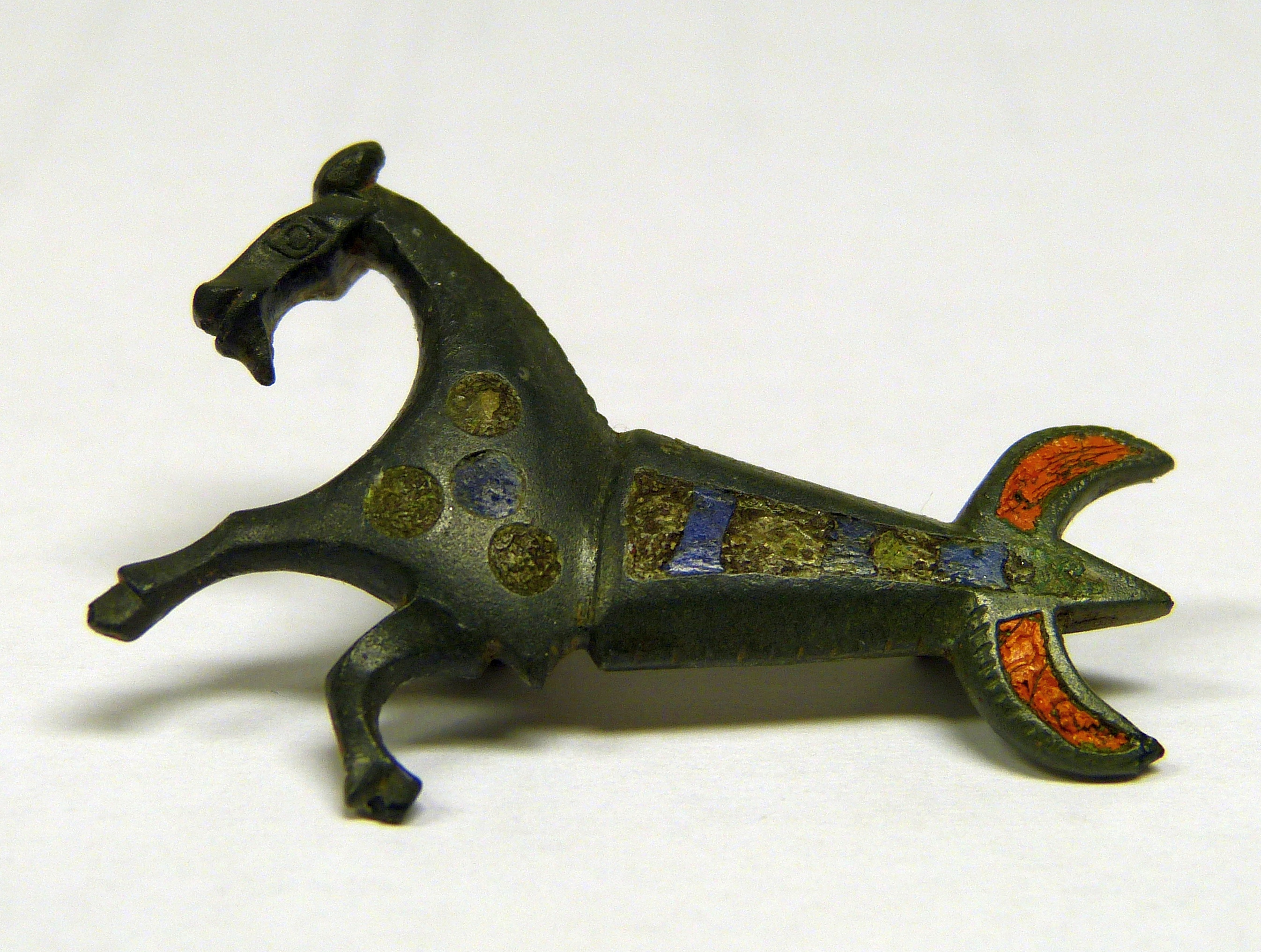
Römische Fibel in Form eines Capricornus (Ziegenfisches)

Das Archäologische Museum Königsbrunn dokumentiert Grabungsfunde des Arbeitskreises für Vor- und Frühgeschichte primär aus dem Bereich der schwäbischen Stadt Königsbrunn, aber auch anderen Grabungsorten im südlichen Landkreis Augsburg.
Das 1993 eröffnete Museum wird durch den Arbeitskreis ehrenamtlich betrieben und befindet sich im Untergeschoss des Königsbrunner Rathauses (Marktplatz 7). Es hat jeden dritten Sonntag im Monat von 10 bis 12 Uhr geöffnet sowie nach Vereinbarung über das Kulturbüro Königsbrunn. Der Eintritt ist frei.

## Das Museum

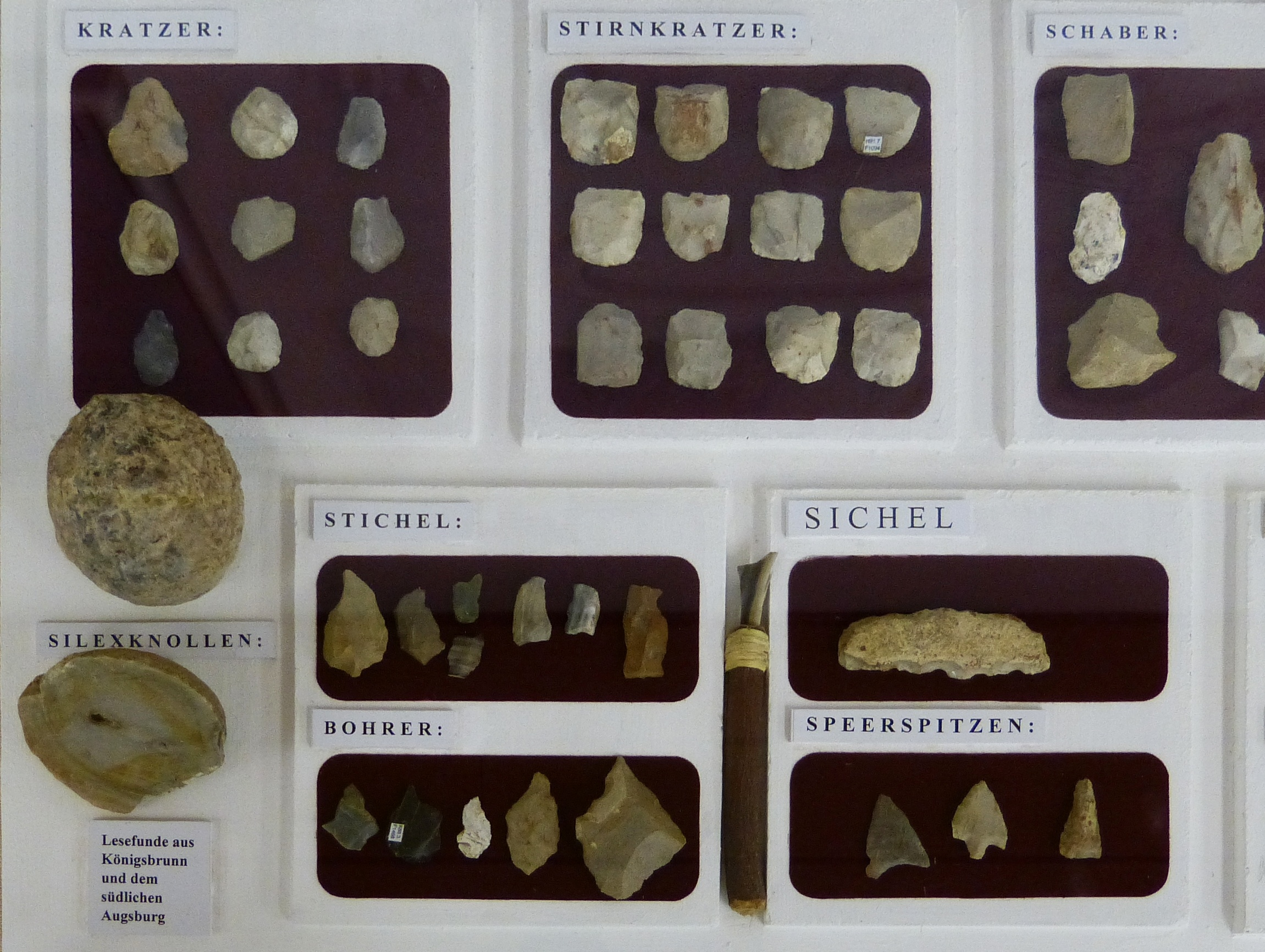
Steinwerkzeuge

Das archäologische Museum präsentiert regionale Funde aus der Vor- und Frühgeschichte von der Steinzeit über die Bronze-, Eisen- und Römerzeit bis ins Mittelalter. Das behandelte räumliche Gebiet umfasst den südlichen Landkreis Augsburg und reicht etwa von Augsburg beziehungsweise der Bundesstraße 300 im Norden bis nach Schwabmühlhausen im Süden.
Das Museum ist chronologisch gegliedert. Eine durchgehend an der Wand gezogene Zeitleiste markiert die verschiedenen Epochen. Dazu zeigen jeweils Landkarten die Position der Fundorte zum jeweiligen Zeitabschnitt an. Die Exponate sind zum größten Teil (restaurierte) Originale. Sie werden durch Zeichnungen, Fotografien der Grabungsarbeiten sowie Rekonstruktionen nicht erhaltener Teile (Holz, Textilien) und Figurinen in rekonstruierten Gewändern aus der Bronze-, Römer- und Alamannenzeit ergänzt.

### Steinzeit
Aus der Jungsteinzeit (um 4000 v. Chr.) stammen Lesefunde (verschiedene Arten von Steinwerkzeugen: Kratzer, Klingen, Messer, Bohrer, Schaber, Speerspitzen, Pfeilspitzen), vor allem aus der Region Königsbrunn.

### Glockenbecherkultur

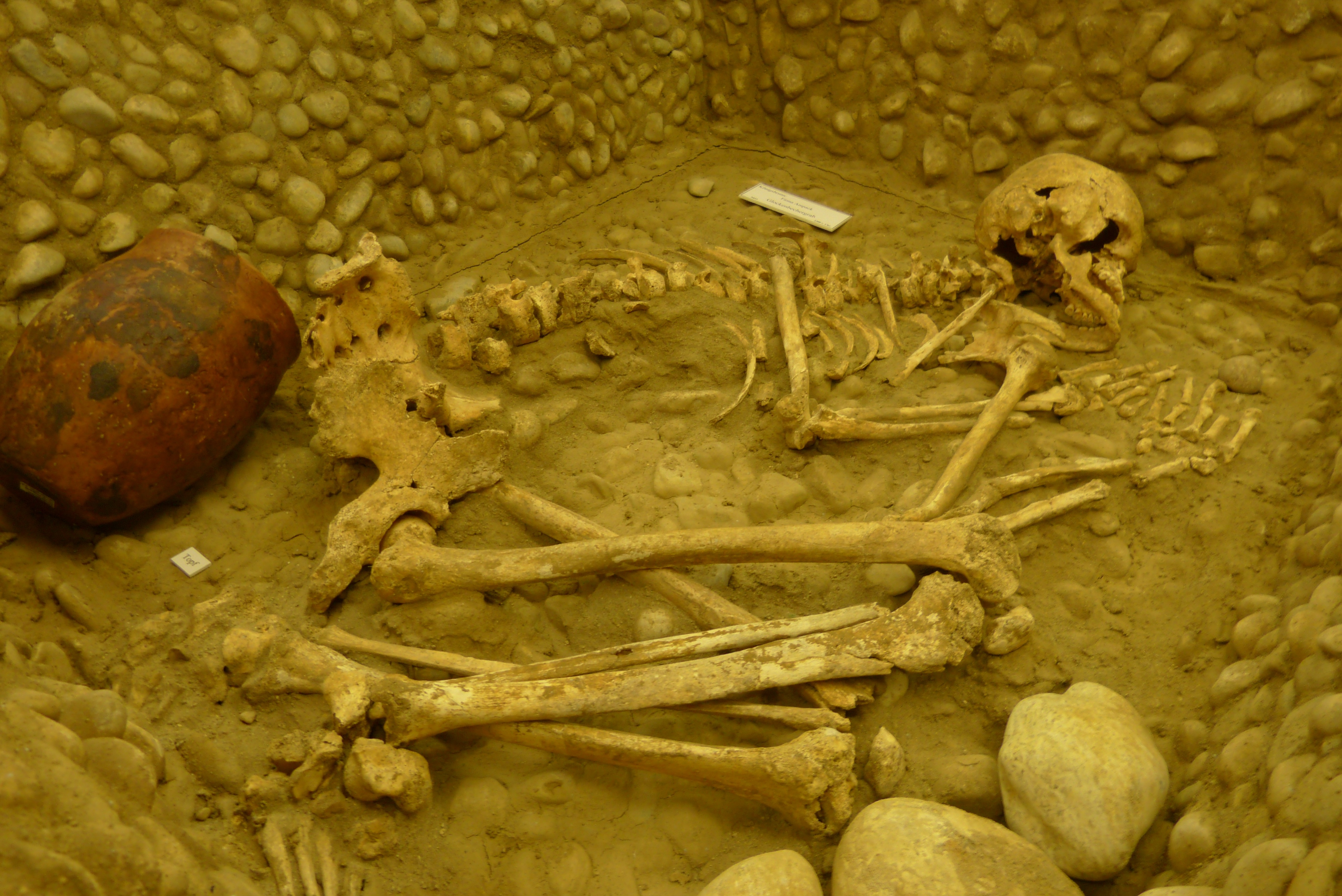
Der „Glockenbechermann“

Zu den herausragenden Exponaten gehört eine original erhaltene Bestattung aus der Glockenbecherkultur, die auf etwa 2300 v. Chr. (Kupferzeit) datiert wird. Diese Kultur markierte den Übergang von der Jungsteinzeit zur Bronzezeit. Die Toten wurden in dieser Kultur stets in Seitenlage mit angewinkelten Beinen und Armen bestattet (Hockergräber), wobei Frauen und Mädchen mit dem Kopf im Süden, Männer und Knaben mit dem Kopf im Norden bestattet wurden; das Gesicht dabei stets nach Osten weisend. Eines dieser Hockergräber (Fundort Königsbrunn) ist im Museum mitsamt dem gut erhaltenen Skelett eines Mannes in Fundlage aufgebaut.

### Bronze- und Urnenfelderzeit

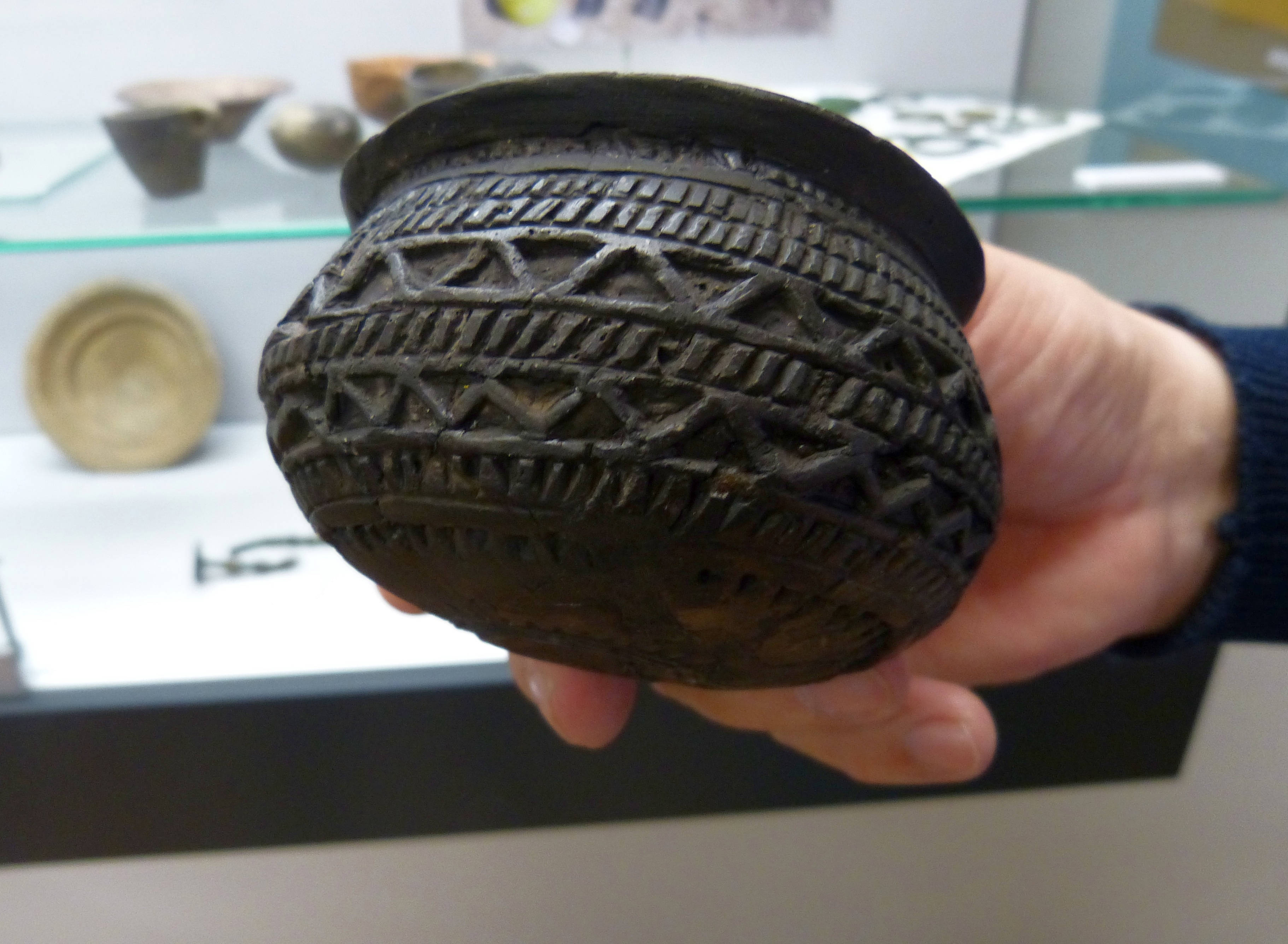
Ein reich verziertes Keramikgefäß aus der späten Bronzezeit

Die Besiedelung des Lechfelds in der Bronzezeit ist durch mehrere Bestattungsplätze belegt. Allein auf Königsbrunner Flur wurden bisher sieben bronzezeitliche Nekropolen gefunden.
Von einem frühbronzezeitlichen Gräberfeld in Kleinaitingen (circa 1900 v. Chr.) sind Bronzebeigaben ausgestellt. Ebenfalls aus der frühen Bronzezeit stammt die in Königsbrunn gefundene Steinkiste (siehe unten).
Weiter werden Funde aus spätbronzezeitlichen/urnenfelderzeitlichen Gräbern (circa 1400–1100 v. Chr.) aus Kleinaitingen, Oberottmarshausen und Königsbrunn präsentiert. An den vielfältigen, hier gefundenen reichen Grabbeigaben sind zu nennen: Schmuck aus Gold und Bronze, Essgeschirr, ein Schwert, eine seltene Bronzeblechtasse und die bronzenen Beschläge eines vierrädrigen Wagens. Eher symbolische Bedeutung hatten wohl die den Bestatteten beigegebenen Rinderzähne. Sie sind möglicherweise ein Hinweis auf Viehzucht, welche der hiesige steinige und dem Ackerbau eher unzuträgliche Boden zugelassen hätte und die den offensichtlichen Wohlstand dieser Bevölkerungsgruppe erklären würde.

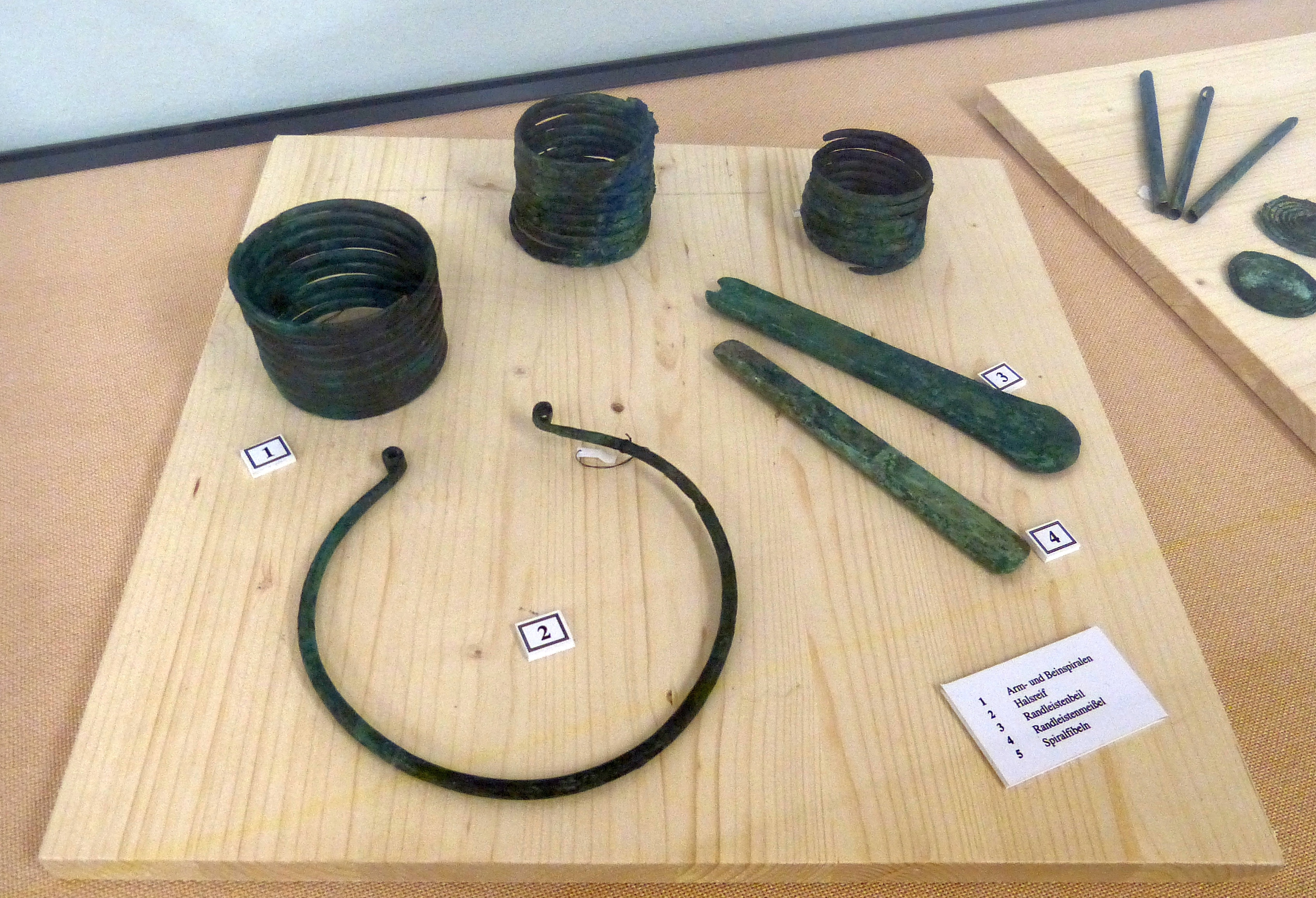
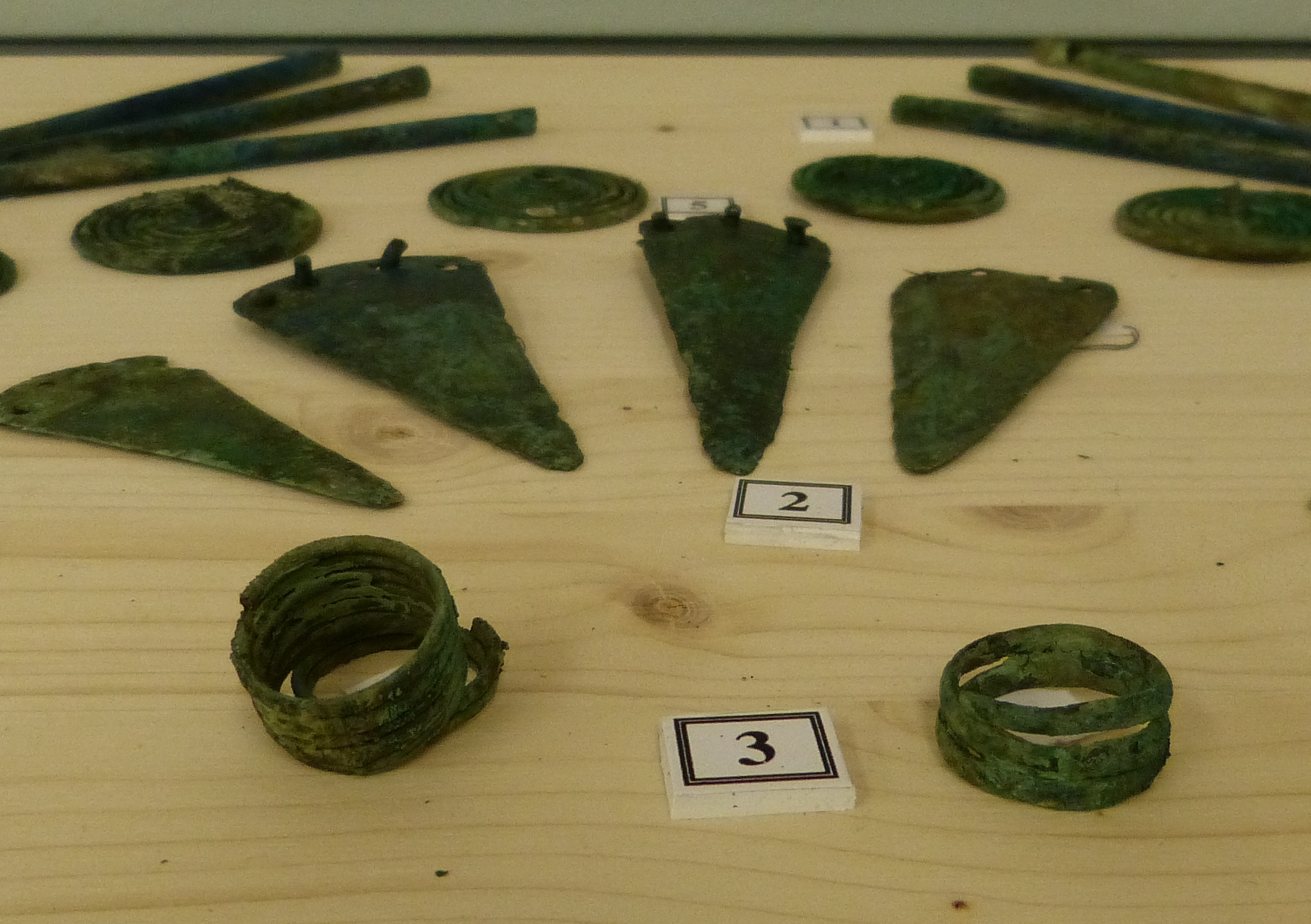
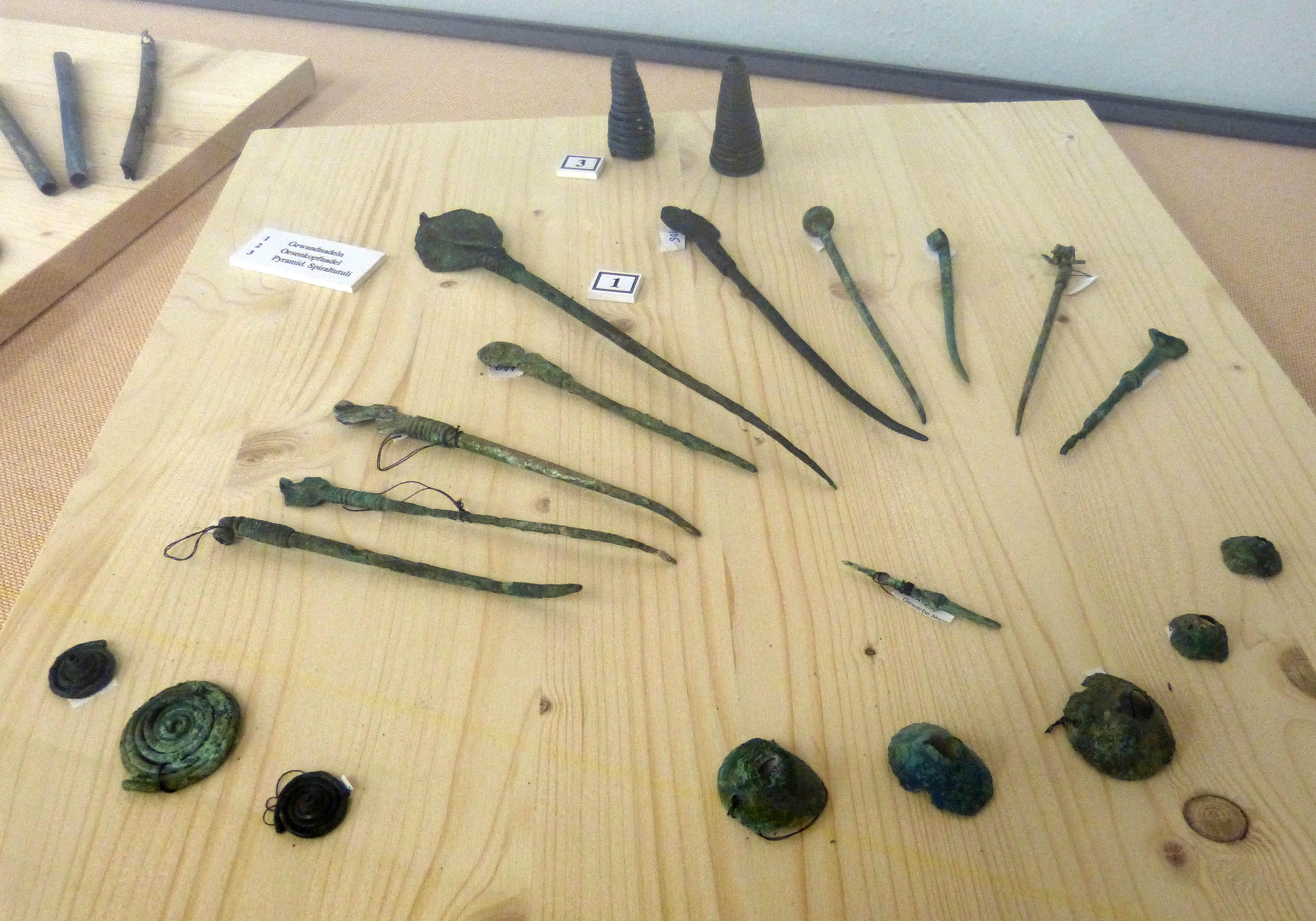

### Hallstatt- und La-Tène-Zeit

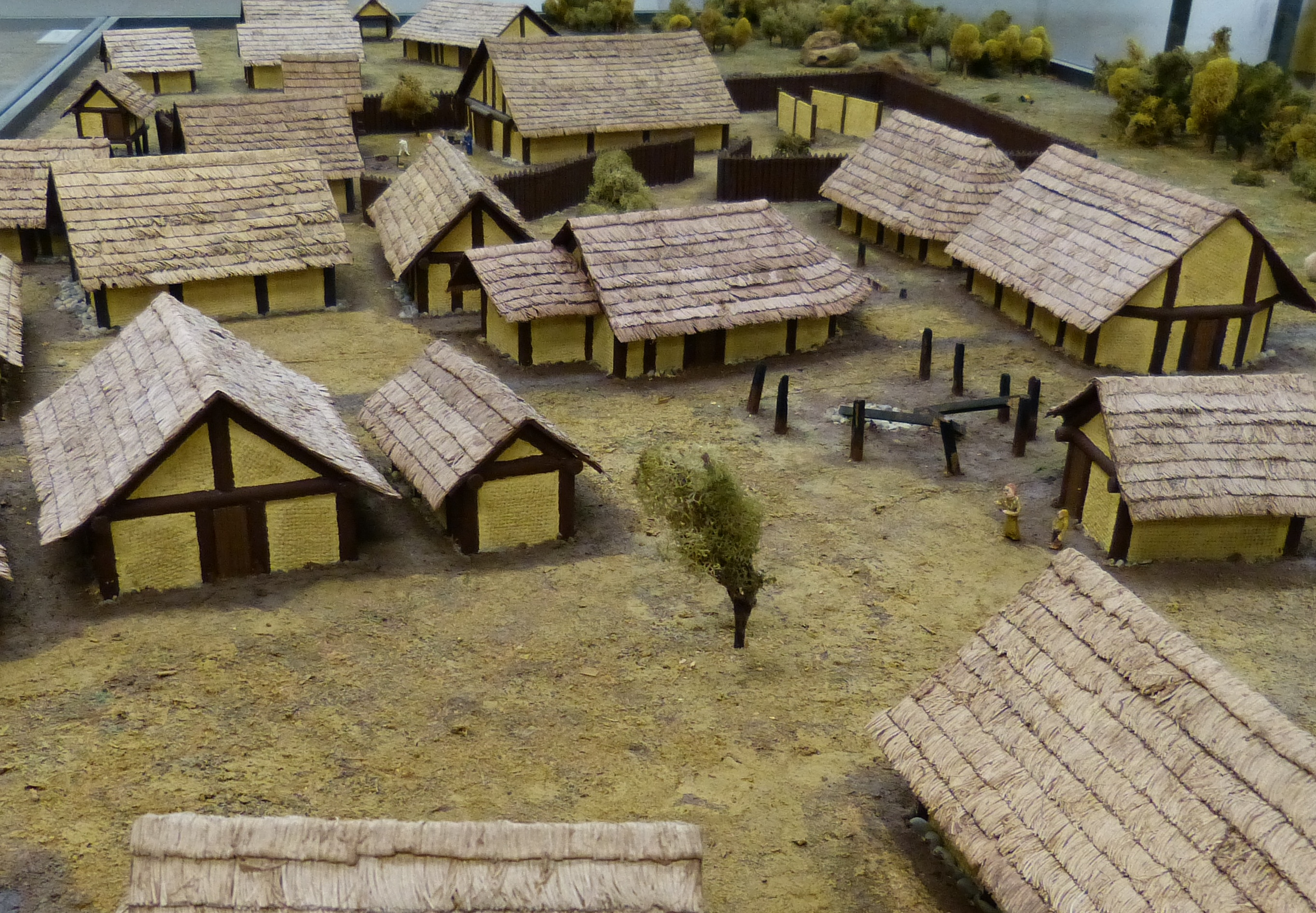
Die Siedlung aus der Hallstattzeit

In Königsbrunn wurde eine komplette Siedlung aus der späten Hallstattzeit (etwa 500–400 v. Chr.) entdeckt. Durch Pfostenlöcher konnten rund 50 Gebäude aus Holz rekonstruiert werden. Die Siedlung, die sich an einer Hangkante des Lechs befand, ist anschaulich als 4 × 1,6 Meter großes Modell  aufgebaut.
Aus der Hallstattzeit stammen auch zahlreiche Grabhügel in der Region, in denen große Bestattungsurnen gefunden wurden, sowie mysteriöse Kreisgräben, die Durchmesser von bis zu 50 Metern haben. Ihre Funktion ist noch unbekannt. Das Leben der Menschen in dieser Zeit wird durch Webgewichte, Spinnwirtel, Mahlsteine, Knochenwerkzeuge und Gefäße veranschaulicht.
Die La-Tène-Zeit ist mit graphitierten Keramikscherben, einer besonders schönen Bronzefibel und durch ein keltisches Heiligtum aus Kleinaitingen vertreten, von dem eine Rekonstruktionszeichnung gezeigt wird.

### Römische Kaiserzeit

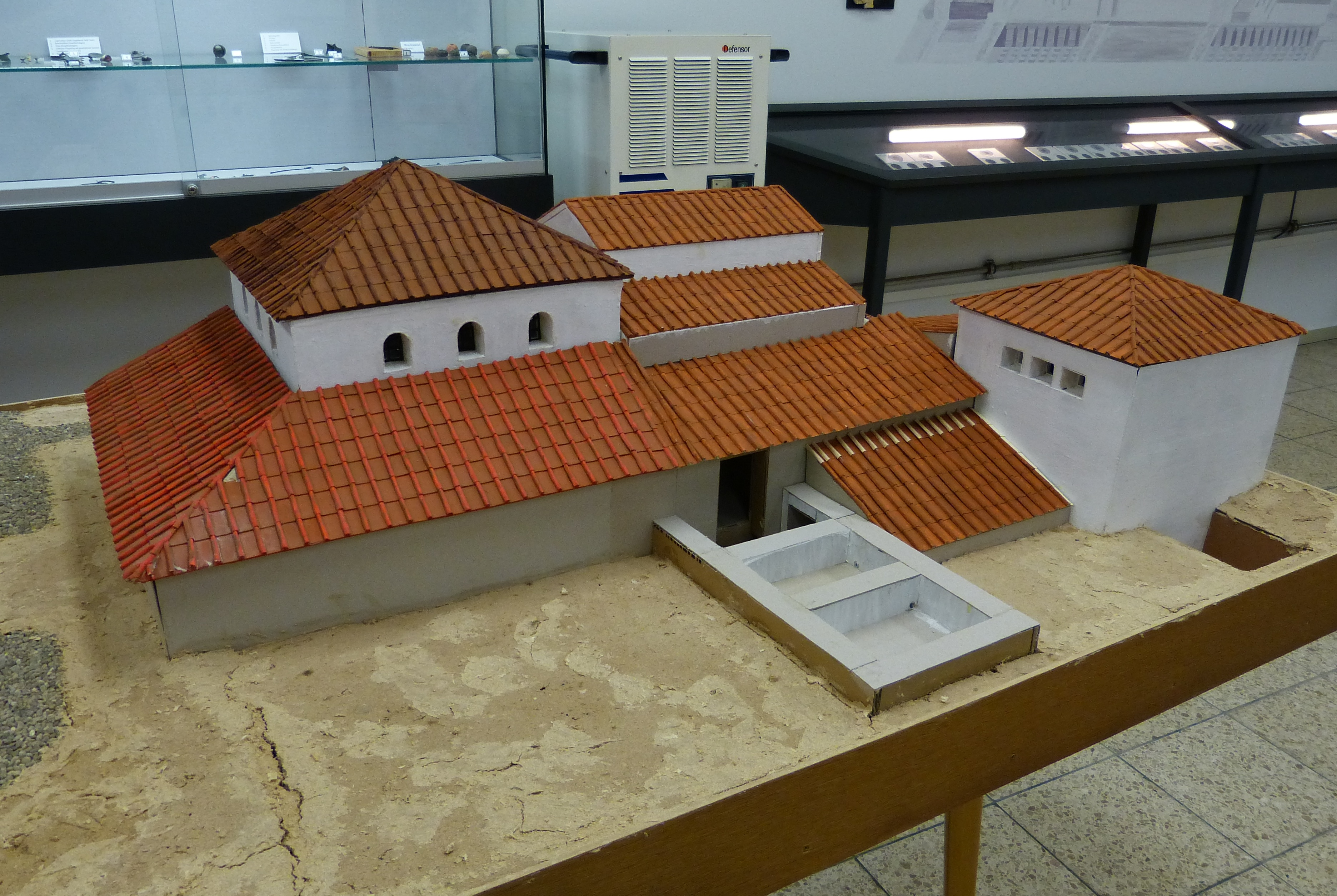
Das römische Bad

Die bedeutendste Römerstraße nördlich der Alpen, die Via Claudia Augusta, verläuft durch Königsbrunn. Zahlreiche römische Funde wie beispielsweise Keramikgefäße oder Münzen stammen aus verschiedenen Gutshöfen (Villae Rusticae) und Siedlungsresten entlang der Via Claudia. Das in Königsbrunn gefundene römische Bad (siehe unten) ist im Museum als rekonstruiertes Modell  zu sehen.

### Frühmittelalter
In Schwabmühlhausen konnten Funde aus einem Reihengräberfeld der Alamannen aus dem 8. Jahrhundert n. Chr. geborgen werden. Hier wurden mehrere Krieger mit vollständiger Waffenausrüstung und Beschlägen aus italienischer Meisterhand bestattet. In einem Nebenraum des Museums werden die Gräber eines bewaffneten Kriegers und einer geschmückten Frau in zwei gläsernen „Särgen“ (Vitrinen) liegend gezeigt.

### Hochmittelalter
Ausgrabungen in Wehringen brachten eine dicht bebaute Handwerkersiedlung aus dem 7. bis 11. Jahrhundert zutage. In dieser wurde hauptsächlich Textilverarbeitung betrieben. Von der legendären Schlacht auf dem Lechfeld, die sich am 10. August 955 hier in der Region zugetragen haben soll, gibt es hingegen bislang keine archäologische Spur.
Damit endet der chronologische Rundgang.

## Archäologische Stätten in Königsbrunn
Außerhalb des Museums sind folgende archäologische Funde auf dem Gelände des Städtischen Friedhofs öffentlich zu besichtigen:

### Die Steinkiste von Königsbrunn

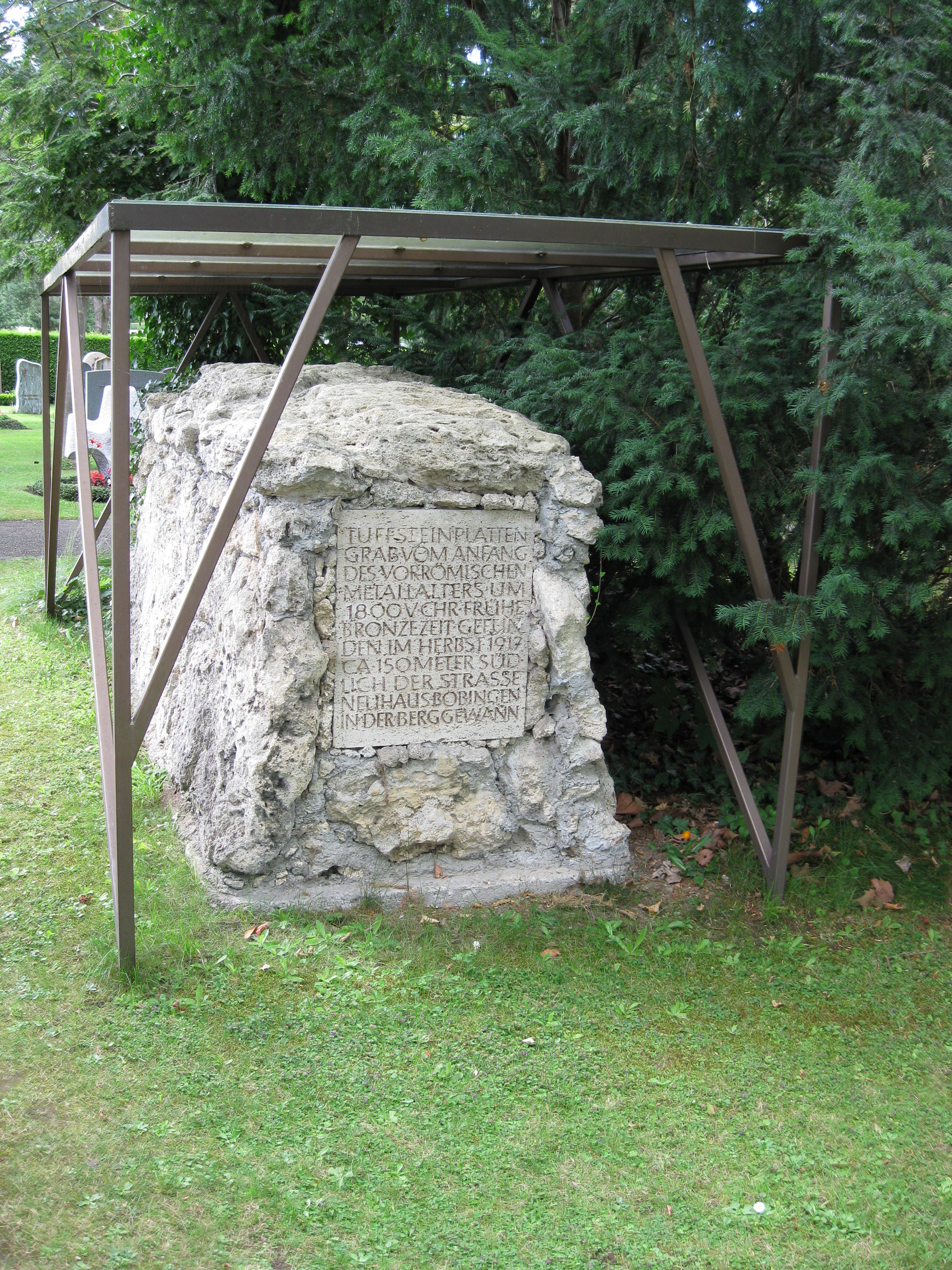
Die bronzezeitliche Steinkiste

Beim Pflügen stießen Bauern im Herbst 1917 im Süden von Königsbrunn (etwa 150 Meter südlich der Straße Neuhaus-Bobingen, auf der Flur „Berggewanne“) auf ein großes Objekt aus Kalktuff im Boden, welches sich als eine frühbronzezeitliche Steinkiste herausstellte. Das Grab ist ein für Süddeutschland einzigartiger Fund und in seiner besonderen Art ein hier erstmals belegter Typ.
Die  Steinkiste, als Tuffsteinplattengrab bezeichnet, wurde 1918 freigelegt und von ihrem Fundort geborgen. Sie enthielt die Knochen eines etwa 25 Jahre alten Mannes. Aufgrund der aufwändigen Bestattung war dieser vermutlich ein Häuptlingssohn. Er hat eine Schädeloperation um mindestens drei Jahre überlebt. Die Steinkiste wurde nach Abschluss der archäologischen Arbeiten oberirdisch im Freiland aufgebaut. Dabei wurde in ihre Schmalseite eine moderne Inschriftstafel eingesetzt, die das Objekt bezeichnet, es auf den Anfang des vorrömischen Metallalters um 1800 v. Chr. datiert, sowie das Funddatum und den Fundort angibt. Die Steinkiste befindet sich heute, mit einem Glasdach vor Niederschlag geschützt, nahe dem Eingang im Städtischen Friedhof.

### Mithraeum

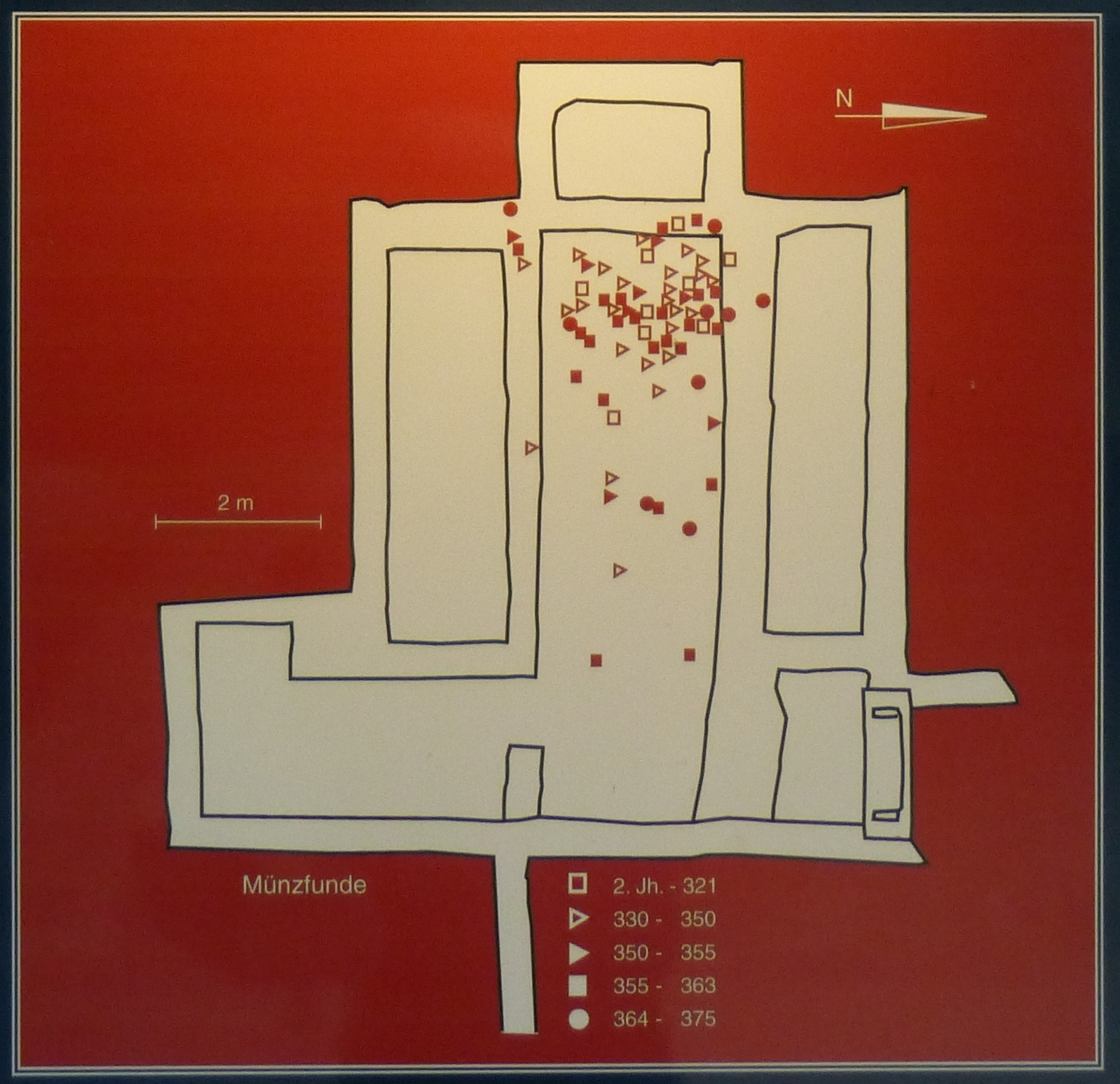
Grundriss des Mithraeums

Das römische Mithraeum von Königsbrunn ist eines von sechs bisher in Bayern gefundenen Mithräen und das einzige erhaltene in der römischen Provinz Raetien. Als 1976/77 am Hang der Lechfeld-Hochterrasse der Städtische Friedhof von Königsbrunn angelegt wurde, stieß man auf römische Spuren. Eine römische Fernwasserleitung verlief hier aus dem Süden kommend, möglicherweise aus dem Hurlacher Quellreservoir, vorbei an dem Ort Graben, der daher seinen Namen hat, in Richtung der raetischen Provinzhauptstadt Augusta Vindelicum. Die Via Claudia verlief östlich parallel dazu in gut einem Kilometer Entfernung.
Zunächst erkannte man in den gefundenen Mauern und dem Bau- und Ziegelschutt eine Villa Rustica mit etwa acht Nebengebäuden. Sie diente vermutlich auch als letzte Straßenstation vor Augusta Vindelicum und wurde laut den Befunden in den Jahren um 180 n. Chr. und 375 n. Chr. überfallen und zerstört.  Erst Jahrzehnte nach dieser Ausgrabung wurde erkannt, dass eines der Gebäude (Nr. 5) eine Kultstätte für den römischen Gott Mithras und ein anderes ein römisches Bad war. Im Jahr 2000 wurden die zwischenzeitlich wieder mit Erde bedeckten Mauerreste erneut ausgegraben und aufgrund ihrer besonderen Einzigartigkeit – trotz relativ schlechtem Erhaltungszustand – in den Jahren 2001/02 mit einem modernen Schutzbau überbaut.
Die Mauern des Mithraeums von Königsbrunn haben die Außenmaße von 9,8 × 9,1 Meter und bestehen aus Tuffstein, der wahrscheinlich aus der Gegend von Untermeitingen stammt. Sie reichten nur bis zu einer Höhe von etwa 30 cm, darüber war das Gebäude vermutlich in Holz ausgeführt, das Dach mit Schindeln gedeckt. Der Eingang des Mithraeums befindet sich im Norden. Über eine doppelflüglige, nach innen aufgehende Tür betrat man zunächst einen kleinen Vorraum. Von hier gelangte man geradeaus in einen kleineren Raum im Süden, sowie rechter Hand in das in Ost-West-Richtung orientierte eigentliche Innere, welches die für Mithräen typische Dreiteilung aufweist: ein Mittelgang (Cella), der links und rechts von zwei Podien flankiert wird, auf denen die Teilnehmer bei den Zeremonien lagen. Im Westen schließt sich noch eine etwas tiefer gelegene, rechteckige Apsis an.
Der Boden der Cella besteht aus Kalkmörtel, der im Zuge eines Umbaus mit lockerem, kleinkörnigem Tuff überdeckt wurde. Hier fand man knapp 100 Münzen aus dem 2. bis 4. Jahrhundert n. Chr., die allerdings von geringem Wert waren (Opferpfennige). An den Mauern wurden Verputzreste mit rot-weiß-grüner Bemalung gefunden. Am Ende der Cella befand sich in jedem Mitraeum ein Kultbild der Tauroktonie (Stiertötungsszene). Hier in Königsbrunn ist dieses nicht erhalten. Deshalb ist ersatzweise an der inneren Westmauer des Schutzbaus eine Kopie des Mithrassteins von Sterzing ausgestellt, der 1589 in einer Gebirgshöhle bei Mauls (Freienfeld, Südtirol) gefunden wurde.
Das Mithraeum hat zwischen März und Oktober jeden 4. Sonntag im Monat von 14 bis 16 Uhr geöffnet. Der Eintritt ist frei. Führungen werden ehrenamtlich von Mitarbeitern des Arbeitskreises für Vor- und Frühgeschichte durchgeführt und können über das Kulturbüro der Stadt Königsbrunn vereinbart werden. Von außen kann das Mithras-Heiligtum jederzeit besichtigt werden, da ein großes Fenster Einblick in den Schutzbau gewährt.

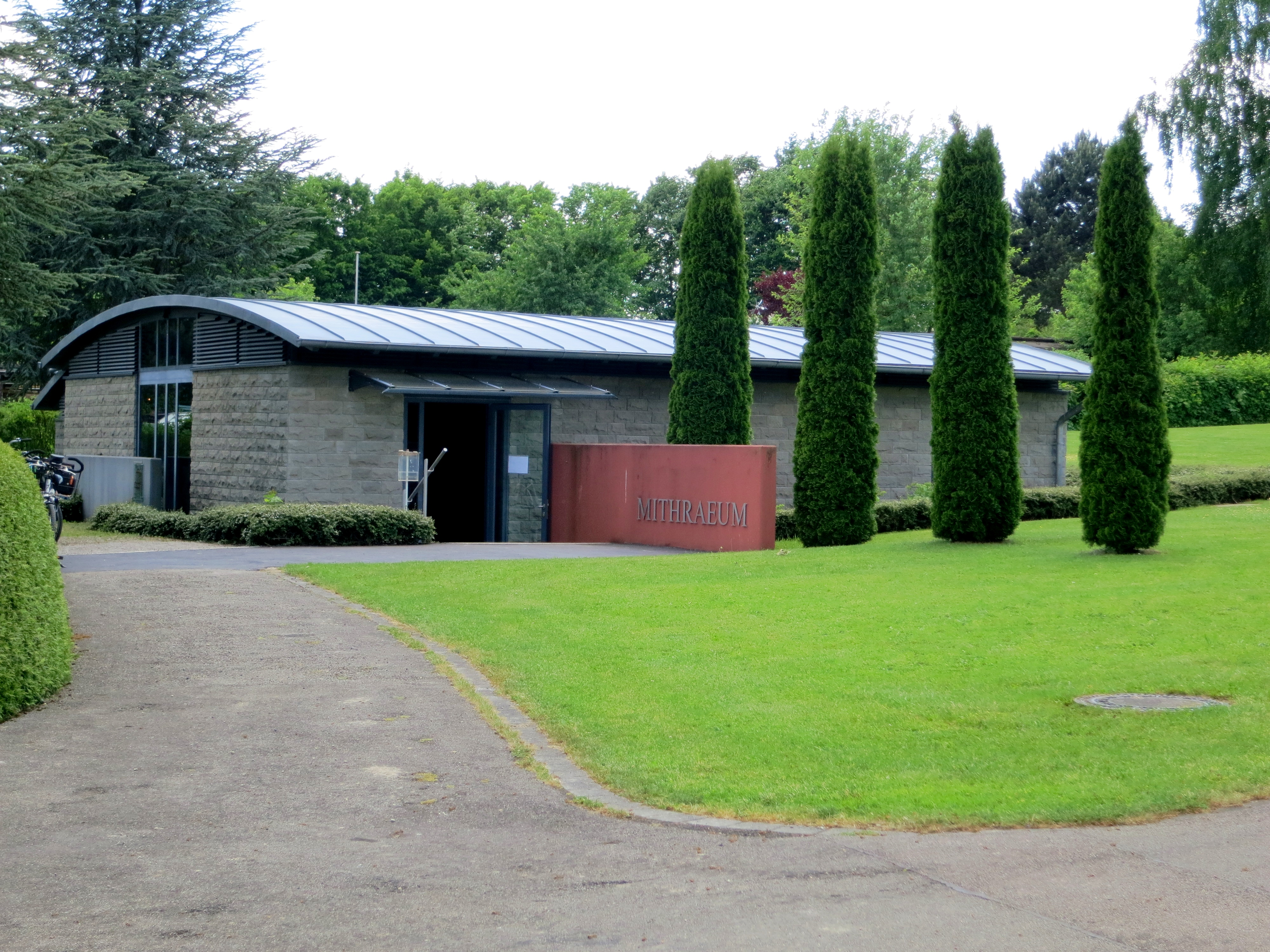
Der Schutzbau
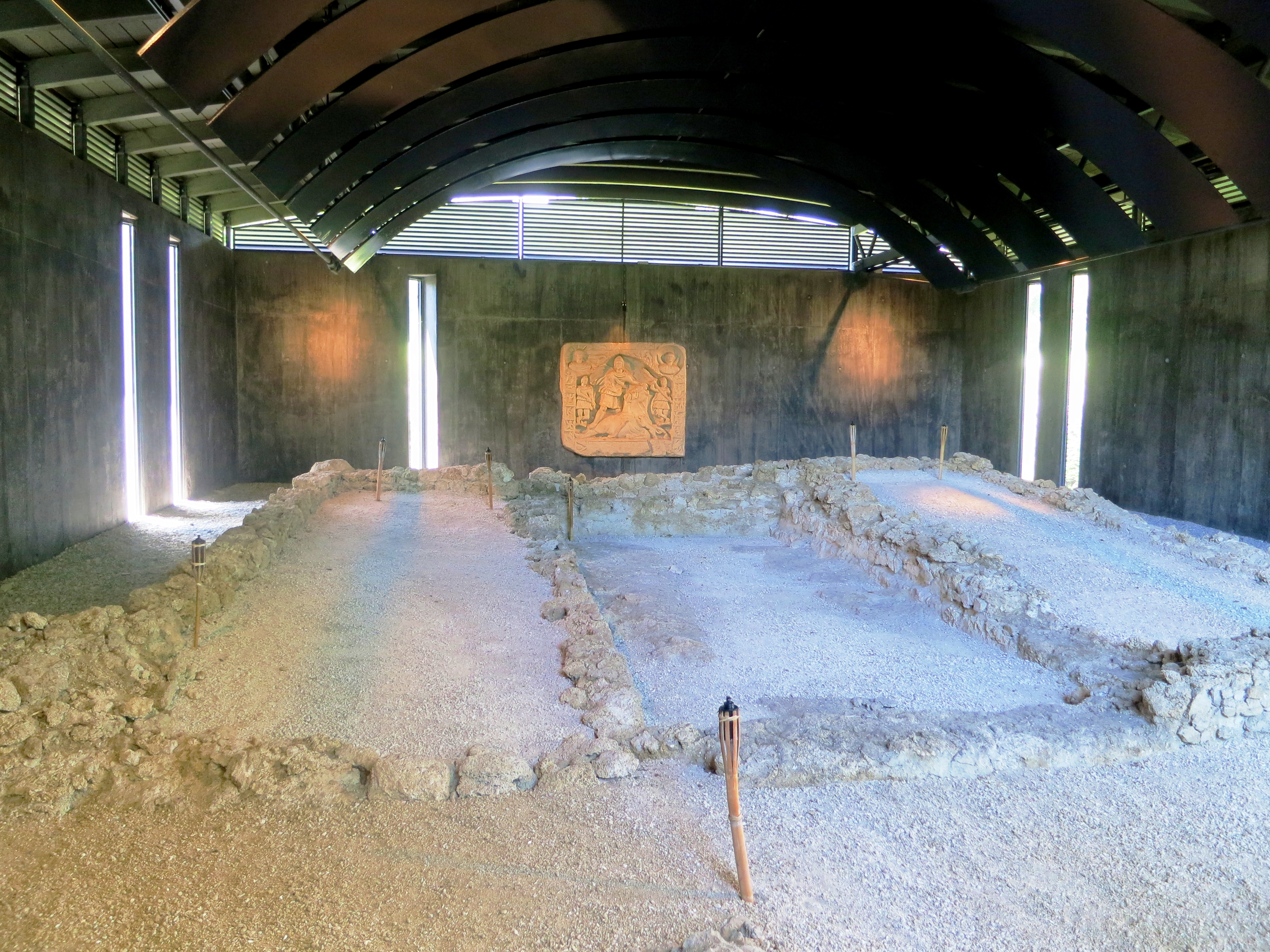
Innenraum des Mithras-Heiligtums
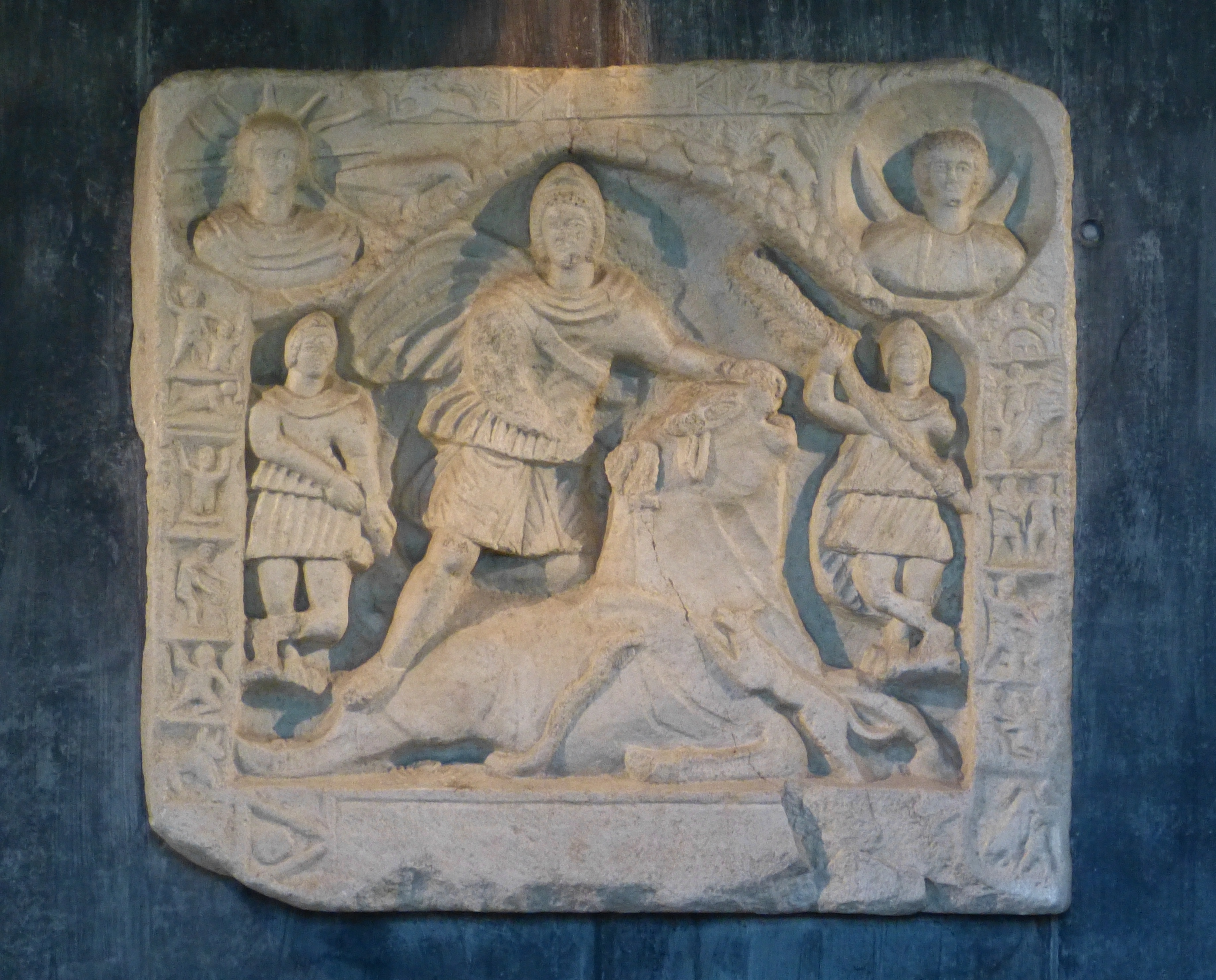
Tauroktonie-Kultbild

### Römisches Bad

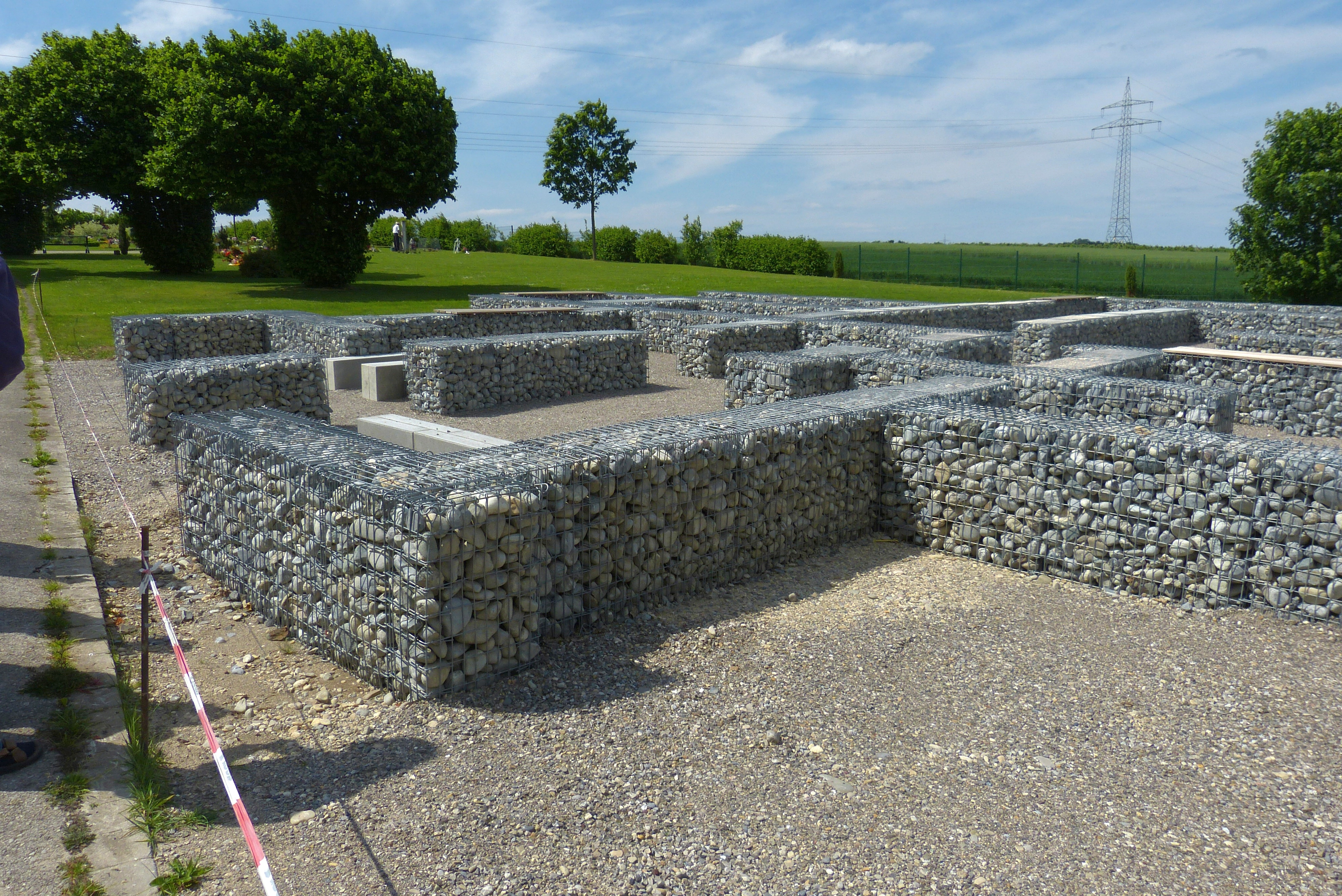
Das römische Bad

Ungefähr 70 Meter nördlich des Mithraeums wurde am Rand des heutigen Friedhofes ein römisches Bad gefunden. Dieses war kein Privatbad, sondern der Öffentlichkeit zugänglich. Das Bad besaß mehrere Räume zum Umkleiden, Waschen und Baden in Wasserbecken mit unterschiedlicher Temperatur. Die Räume wurden über eine Hypokaustheizung erwärmt. Das Wasser für das Bad wurde der römischen Wasserleitung nach Augsburg entnommen, die etwas oberhalb des Bades verlief. Nach der Nutzung als Badewasser wurde es zur Spülung der Latrinen, und abwärts davon wiederum zur Bewässerung der Felder genutzt.
Das Bad war vermutlich Teil der letzten Straßenstation vor Augsburg. Man  geht mittlerweile von einer Größenordnung von insgesamt etwa 30 bis 40 römischen Gebäuden hier aus und vermutet auch eine gut ausgebaute Verbindungsstraße zur Via Claudia.
Die Ausgrabung des Bades wurde 2012 abgeschlossen. Im Jahr 2013 begannen Arbeiten, um das Bad der Öffentlichkeit nachvollziehbar zeigen zu können. Die im Boden liegenden Mauern wurden zur Erhaltung für spätere Generationen mit Sand, Folie, Kies und Erde überdeckt und oberirdisch durch darüber gesetzte Gabionen markiert. Ein Informationspavillon bietet Erläuterungen, Fotos und ein Modell des Bades.